# Університет Роскілле
Університет Роскілле (дан. Roskilde Universitet, RUC) — університет в данському місті Роскілле.
Університет був заснований у 1972 році, спочатку під назвою Університетський центр Роскілле (Centrum Uniwersyteckie w Roskilde). На той момент був четвертою установою вищої професійної освіти в Данії. Він був побудований у передмісті під назвою Trekroner. У 1990-х роках XX століття та на початку XXI століття відбулось значне розширення університету: він отримав університетське містечко, сучасну бібліотеку і низку інших будівель. Був також побудований залізничний вокзал через велику кількість студентів, зв'язаних із Копенгагеном та іншими містами.
Кількість студентів збільшилася з приблизно до 1600 у 1985 році та до приблизно 9000 у 2007 році, у тому числі багато студентів з-за кордону, що навчаються в шести інститутах:
- Інституті зв'язку, бізнесу та інформаційних технологій (CBIT)
- Інституті культури та ідентичності (CUID)
- Інституті навколишнього середовища, суспільства і зміни (ENSPAC)
- Інституті природознавства, систем і моделей (NSM)
- Інституті психології і педагогіки (PAES)
- Інституті соціальної глобалізації (ISG).

## Ланки
- Офіційний сайт